# Zielona (obwód grodzieński)
Zielona (biał. Зялёная, ros. Зелёная) – wieś na Białorusi, w obwodzie grodzieńskim, w rejonie grodzieńskim, w sielsowiecie Hoża.

## Historia
W dwudziestoleciu międzywojennym ówczesny zaścianek leżał w Polsce, w województwie białostockim, w powiecie grodzieńskim, w gminie Porzecze.
Według Powszechnego Spisu Ludności z 1921 roku zamieszkiwało tu 69 osób, 57 było wyznania rzymskokatolickiego a 12 prawosławnego. Jednocześnie 62 mieszkańców zadeklarowało polską przynależność narodową a 7 białoruską. Było tu 13 budynków mieszkalnych.
Miejscowość należała do parafii rzymskokatolickiej w Grodnie. Podlegała pod Sąd Grodzki w Druskiennikach i Okręgowy w Grodnie; właściwy urząd pocztowy mieścił się w Rybnicy.
W wyniku napaści ZSRR na Polskę we wrześniu 1939 miejscowość znalazła się pod okupacją sowiecką. 2 listopada została włączona do Białoruskiej SRR. 4 grudnia 1939 włączona do nowo utworzonego obwodu białostockiego. Od czerwca 1941 roku pod okupacją niemiecką. 22 lipca 1941 r. włączona w skład okręgu białostockiego III Rzeszy.